# 林家たま平の青春スクラム
『林家たま平の青春スクラム』（はやしやたまへいのせいしゅんすくらむ）は、イッツ・コミュニケーションズで2021年（令和3年）11月4日から2022年秋頃まで放送されていたラグビー応援番組。
ナビゲーターは中学・高校時代ラグビー部であった落語家の林家たま平が務めている。
本番組では高校のラグビー部を取り上げている。

## 概要
2019年に開催されたワールドカップでのラグビー選手の活躍により、多くの人の注目を集めたラグビー。その次世代を担うラグビー選手にスポットを当てる番組である。本番組ではナビゲーターの林家たま平が各高校のラグビー部を取材に回り、ラグビー選手(ラグビー部員)やコーチなどにインタビューなどをする形式である。

## 林家たま平の起用
ナビゲーターを務める林家たま平は中学時代と高校時代の計6年間ラグビー部員であったラグビー経験者である。林家はその経験を活かし日曜劇場『ノーサイドゲーム』のスクラムハーフ役として出演し、知名度を上げた。このような経緯から林家たま平のナビゲーター起用が決まったのである。